# توکای قهوه‌ای
توکای قهوه‌ای (نام علمی: Turdus fumigatus) یک توکای ساکن آمریکای جنوبی، از شرق کلمبیا در جنوب و شرق تا مرکز و شرق برزیل و همچنین در جزیره ترینیداد در دریای کارائیب و برخی از آنتیل‌های کوچک است.